# Leone Cimpellin
Leone Cimpellin (Rovigo, 6 giugno 1926 – Milano, 27 marzo 2017) è stato un fumettista italiano in attività dalla fine degli anni '40, ha collaborato alle principali serie a fumetti italiane come Diabolik, Jonny Logan, Maxmagnus, Martin Mystère, Nathan Never e Tiramolla, oltre a pubblicare su riviste come il Corriere dei Piccoli, Il Mago ed Eureka.

## Biografia
Si trasferisce a Milano dove trova lavoro come assistente di Lina Buffolente esordendo nel 1946 con la storia Le avventure di Petto di Pollo, pubblicata dalla casa editrice M.I.P.E.; seguì nel 1948 una storia a strisce, L'infallibile Bucci, per le Edizioni Esse di Silvestri; nel 1949 una trasposizione della favola di Biancaneve edita dalla Dap e, su testi di Gian Giacomo Dalmasso, disegna Sten il giramondo edita da Beretta; entra poco dopo nello studio di Rinaldo Dami collaborando a diverse serie a fumetti come Mani in alto! pubblicata dalla Redazione Audace dove conosce Gianluigi Bonelli col quale inizia a collaborare con lo pseudonimo Alex Lyon creando graficamente la serie Plutos ideata da Bonelli e disegnandone 32 albi a striscia pubblicati fino al 1950; a questa prima collaborazione segue con la serie Red Carson, adattamento della serie statunitense Casey Ruggles di Warren Tufts.
Disegna poi Il Tamburino del Re e Camicia Rossa per le Edizioni Alpe e, qualche anno dopo, Don Cicciotte e poi Indian Sarge, Il Sgt. McKarty e Celestino il Tigre Marino per gli albi Oscar Fasani. collabora come illustratore anche per la testata Amica.
Negli anni cinquanta inizia a collaborare con lo studio Pagot come intercalatore per i cartoni animati e, grazie a Dami, collabora anche ad alcune testate della Mondadori come Pecos Bill e Oklahoma pubblicate nella collana degli Albi d'Oro; dal 1952 collabora come illustratore con La Domenica del Corriere e, dal 1953, con il Corriere dei Piccoli dove realizza serie umoristiche su testi altrui iniziando una decennale collaborazione con la rivista realizzando, con diversi sceneggiatori, serie come Gibernetta, Carletto Sprint, Gelsomino, Tribunzio di Vezio Melegari, Gigi Bizz, Gianni & Rob8. In questo periodo collabora anche con le rivista La vispa Teresa e La Mimosa e realizza storie per Diabolik e per l'edizione italiana di Superman; dal 1966 al 1968 realizza le storie di una rivista promozionale della Esso, con storie della serie Il Tigre, con protagonista la mascotte della società petrolifera da lui ideata pubblicato in albi distribuiti gratuitamente nei distributori di benzina oltre a diverse altre campagne pubblicitarie illustrate per esempio aziende come Alitalia sul Corriere dei piccoli o per la Opel. Alla fine degli anni sessanta illustra la serie Belfagor per Ediperiodici (pubblicata in Francia sull'omonima rivista nel 1967). Altre serie del Corriere di Piccoli furono Papero grosso e Fiorello, Codinzolo, Tam Tam, Nero Fumo.
Per le Edizioni Ariete disegna alcuni episodi della serie Collana Ariete Grandi Avventure; per la testata Girandola TV, di Torelli, disegna il personaggio "Svanitella". Alla fine degli anni '60 fa il suo ingresso nel fumetto erotico e per la EdiPeriodici disegna la serie di Belfagor, per la Edifumetto qualche episodio della serie Fiabe Proibite e per le Ed. Lo Squalo Top.
La sua collaborazione è richiesta anche all'estero; disegna racconti western per la tedesca Bastei, per le Editions Lug di Lione, per le Editions Aventures et Voyages, per la Thompson e Fleetway di Londra. I suoi personaggi pubblicati sul Corriere dei Piccoli vengono ristampati in Spagna, Argentina, Turchia, Cile.
All'inizio degli anni '70, si dedica prima a "Diabolik", poi sotto lo pseudonimo di Gilbert in coppia con Romano Garofalo dà corpo al personaggio di Alem (ispirato al francese Asterix) e sempre con lo pseudonimo Ghilbert disegna l'antieroe "Jonny Logan", in storie di feroce satira sociale.
Nel 1973 inizia una breve collaborazione con la Geis e disegna la storia Il flauto magico, albo 2 della serie Sexy favole, e le copertine degli albi 1 e 3). Sempre in quegli anni inizia a lavorare con La Gazzetta del Popolo, dove illustra le vicende sportive.
Negli anni settanta inizia un connubio artistico con lo sceneggiatore Romano Garofalo che porta alla realizzazione di diverse serie come Alem, personaggio ispirato ad Asterix, e poi Jonny Logan, che firma con lo pseudonimo Ghilbert, e che raggiunge una certa popolarità. Con Garofalo realizzerà numerose strisce come Il barone Von Strip pubblicati sulla rivista Il Mago e altre testate. Collabora in questo periodo anche con la rivista Horror dove, su testi di Alfredo Castelli; nel 1979 si occupa anche della nuova serie di Maxmagnus scritta da Max Bunker. Nello stesso periodo fonda un proprio studio noto poi come "Studio Comix", al quale collaboreranno diversi futuri noti disegnatori come Enea Riboldi, Carlo Ambrosini e Giampiero Casertano.
In occasione degli Europei di calcio 1980 disegna le carte da gioco della Domenica del Corriere con le caricature di alcuni giocatori partecipanti.
Durante gli anni ottanta e novanta collabora a diverse testate per ragazzi come Corriere dei Piccoli, Più, TV Junior e SuperGulp!, e partecipa a serie della Sergio Bonelli Editore come Martin Mystère e Nathan Never e, per la Editoriale Dardo collabora alla serie Gordon Link ma la storia da lui disegnata rimarrà inedita per la chiusura della testata; nel 1996 inizia a collaborare col settimanale Il Giornalino. Con Davide Barzi e Oscar Scalco nel 2003 collabora alla serie Zoollywood.
Nel 1965 disegna la serie Zapo direttamente per Lug on sceneggiature di Maurizio Torelli sulla rivista Bronco.
Poi lavorò principalmente per la Francia, in particolare per Lug (Rex l'audace in Fox 53-58 poi Flambo, La carica dei meridionali in Fox n°42, Ted Brenton in Blek, Dan Tempête in Zembla 148-161), Hunter in Bronco n°52-56, Ben Catastroph in Ombrax n°117 a 129 e Aventures & Voyages per il quale ha firmerà soprattutto Tom Patapom.
Lavora anche per il mercato tedesco (Bastei) o inglese (in particolare per DC Thomson) su storie di guerra, Spy 13 (X-13 a Impéria) o anche Dick Turpin...
Per Il Giornalino, sui testi di Carlo Pedrocchi, crea una trasposizione della vita di oggi nella Roma antica, dal titolo S.P.Q.R., con protagonista "Duralex"; sempre per Il Giornalino, nel 1996, su testi di Toni Pagot crea il personaggio di "Cichillo" il ragazzo bionico.
Nel 2006, in occasione dei festeggiamenti per il quarantennale del Comandante Mark della Essegesse, illustra il racconto Avventura ai Caraibi pubblicato su Mark numero 45 edito da IF Edizioni.
Il suo percorso artistico è ampiamente narrato nel libro di Davide Barzi Leo Cimpellin/Leo Ortolani (edizioni if, 2002), in cui l'autore si racconta attraverso una lunga chiacchierata con il creatore di Rat-Man.

## Mostre
- Leo Cimpellin, un gigante del fumetto (2017);[2]
- Il Leone del Fumetto, Forlì, dal 1º aprile al 15 maggio 2019.[14]

## Critica
In Francia una rivista specializzata di fumetti ha paragonato il suo stile a quello di Albert Uderzo.
Hugo Pratt ebbe modo di dire di lui: «Cimpellin è bravo. È un veneto solare, ha una bella natura».